# Shiho Akita
Shiho Akita (jap. 秋田 史帆, Akita Shiho; * 18. Januar 1990 in der Präfektur Aichi) ist eine japanische Tennisspielerin.

## Karriere
Akita begann mit sieben Jahren mit dem Tennisspielen, ihr bevorzugter Belag ist der Hartplatz. Sie gewann bislang sieben Einzel- und vier Doppeltitel auf der ITF Women’s World Tennis Tour. Ihre beste Platzierung in der Einzelweltrangliste erreichte sie im Mai 2017 mit Platz 221.
Ihr erstes Profiturnier spielte Akita im Juli 2006 beim $25.000-Turnier in Nagoya, wo die damals 16-Jährige auf Anhieb bis ins Achtelfinale vorrückte und gegen Chuang Chia-jung mit 2:6 und 3:6 verlor. Im Juni 2008 stand sie bei einem $10.000-Hartplatzturnier in Tokio erstmals in einem Finale, in dem sie Kimiko Date-Krumm mit 3:6 und 2:6 unterlag. Einen Monat später standen sich beide Spielerinnen im Viertelfinale des $25.000-Turniers in Obihiro erneut gegenüber; wiederum setzte sich Date-Krumm klar mit 6:3 und 6:0 durch. Im Mai 2010 erreichte sie beim $50.000-Turniers in Fukuoka das Halbfinale, in dem sie der Österreicherin Nikola Hofmanova mit 5:7 und 3:6 unterlag. Im August desselben Jahres unterlag sie erst im Finale des $25.000-Turniers in Tsukuba mit 4:6 und 1:6 der Thailänderin Noppawan Lertcheewakarn. Ihr bislang größter Erfolg gelang Akita im November 2015 mit dem Einzug ins Viertelfinale der Ando Securities Open Tokyo. Dort musste sie gegen ihre Landsfrau Nao Hibino im dritten Satz beim Stande von 6:1, 3:6 und 0:2 verletzungsbedingt aufgeben. Im Doppel erreichte sie beim gleichen Turnier mit ihrer Partnerin Akari Inoue sogar das Halbfinale, das sie gegen Eri Hozumi und Kurumi Nara mit 2:6 und 6:72 verloren.
Auf der WTA Tour trat Akita bei der Qualifikation zu den KDB Korea Open 2012 an. Sie gewann ihr Erstrundenmatch gegen Katalin Marosi mit 6:4 und 6:3, ehe sie gegen Gréta Arn mit 0:6 und 3:6 verlor. Bei der Qualifikation zu den PTT Pattaya Open 2012 verlor sie bereits in Runde eins gegen Sacha Jones mit 6:1, 1:6 und 4:6. Im Doppel desselben Turniers erreichte sie mit ihrer Partnerin Nicole Rottmann das Viertelfinale, in dem sie Eleni Daniilidou und Tamarine Tanasugarn mit 2:6 und 0:6 unterlagen.

## Turniersiege

### Einzel
| Nr. | Datum             | Turnier | Kategorie   | Belag     | Finalgegnerin        | Ergebnis       |
| --- | ----------------- | ------- | ----------- | --------- | -------------------- | -------------- |
| 1.  | 8. August 2009    | Niigata | ITF $10.000 | Teppich   | Remi Tezuka          | 6:4, 6:4       |
| 2.  | 10. Juli 2010     | Pattaya | ITF $10.000 | Hartplatz | Nudnida Luangnam     | 6:3, 6:4       |
| 3.  | 23. Juni 2013     | Tokio   | ITF $10.000 | Hartplatz | Akiko Yonemura       | 6:4, 6:4       |
| 4.  | 4. September 2016 | Noto    | ITF $25.000 | Teppich   | Ayano Shimizu        | 6:4, 6:4       |
| 5.  | 10. November 2019 | Antalya | ITF W15     | Hartplatz | Magdaléna Pantůčková | 6:2, 6:4       |
| 6.  | 1. März 2020      | Perth   | ITF W25     | Hartplatz | Irina Ramialison     | 6:3, 6:3       |
| 7.  | 4. August 2024    | Sapporo | ITF W15     | Hartplatz | Lee Eun-hye          | 3:6, 7:64, 6:1 |

### Doppel
| Nr. | Datum             | Turnier             | Kategorie   | Belag     | Partnerin     | Finalgegnerinnen                         | Ergebnis           |
| --- | ----------------- | ------------------- | ----------- | --------- | ------------- | ---------------------------------------- | ------------------ |
| 1.  | 25. Mai 2013      | Karuizawa           | ITF $25.000 | Rasen     | Sachie Ishizu | Miki Miyamura Erika Takao                | 7:5, 7:68          |
| 2.  | 24. Januar 2015   | Scharm asch-Schaich | ITF $10.000 | Hartplatz | Yūki Tanaka   | Kajsa Rinaldo Persson Caroline Rohde-Moe | 6:2, 7:63          |
| 3.  | 28. Juli 2024     | Sapporo             | ITF W15     | Hartplatz | Choi Ji-hee   | Ayumi Miyamoto Anri Nagata               | 7:65, 65:7, [10:8] |
| 4.  | 21. Dezember 2024 | Tauranga            | ITF W35     | Hartplatz | Hiromi Abe    | Julia Grabher Elyse Tse                  | 6:2, 6:2           |